# Wine Tour Urbano
Wine Tour Urbano es una feria enologica latinoamericana que toma lugar en locales de moda y decoración.

## Historia
Fue creada en marzo de 2006 con el objetivo de promover a nivel público y social las bodegas boutiques de Argentina.
Después de la crisis que sufrió Argentina en 2001, la población que contaba con capital inmovilizado en los bancos se inclinó a la inversión. En ese momento, comenzaron a surgir las bodegas boutiques fomentadas por personas sin historia en la producción vitivinícola. Hubo un incremento de más del 100% en inversiones de este tipo y el mercado bodeguero se vio complicado por la cantidad de competencia inesperada.
Desde su creación, más de 40 pequeñas bodegas (hasta 100.000 litros) optaron por la difusión de un modo no tradicional para lograr penetración en el mercado y un contacto directo con sus potenciales clientes. Así, educando a los visitantes de la feria, Wine tour urbano se desarrolla en ciclos de tres meses en los que se presentan las cepas características del país: Malbec, Cabernet Sauvignon, Syrah y Torrontés y se da espacio a las nuevas variedades - incorporadas por el aire renovado que aportaron los nuevos productores - como el: Pinot Noir, Merlot, Bonarda.
Se realiza el tercer viernes de cada mes entre marzo y noviembre en Buenos Aires, Argentina.